# Snookum Russell
Isaac "Snookum" Russell (6 de abril de 1913, Columbia, Carolina del Sur – agosto de 1981) fue un pianista de jazz que lideró una de las más renombradas territory bands de las décadas de 1930, 1940 y 1950.

## Banda
Su banda incluyó a músicos de la talla de J. J. Johnson, Will Davis, Ray Brown, y Fats Navarro.

## Discografía
- 1962: Jazz at Preservation Hall 4: The George Lewis Band of New Orleans - The George Lewis Band of New Orleans, con George Lewis, Isaac "Snookum" Russell, Papa John Joseph, Joe Watkins (Atlantic LP 1411)[3]